# Elizabeth Arciniega

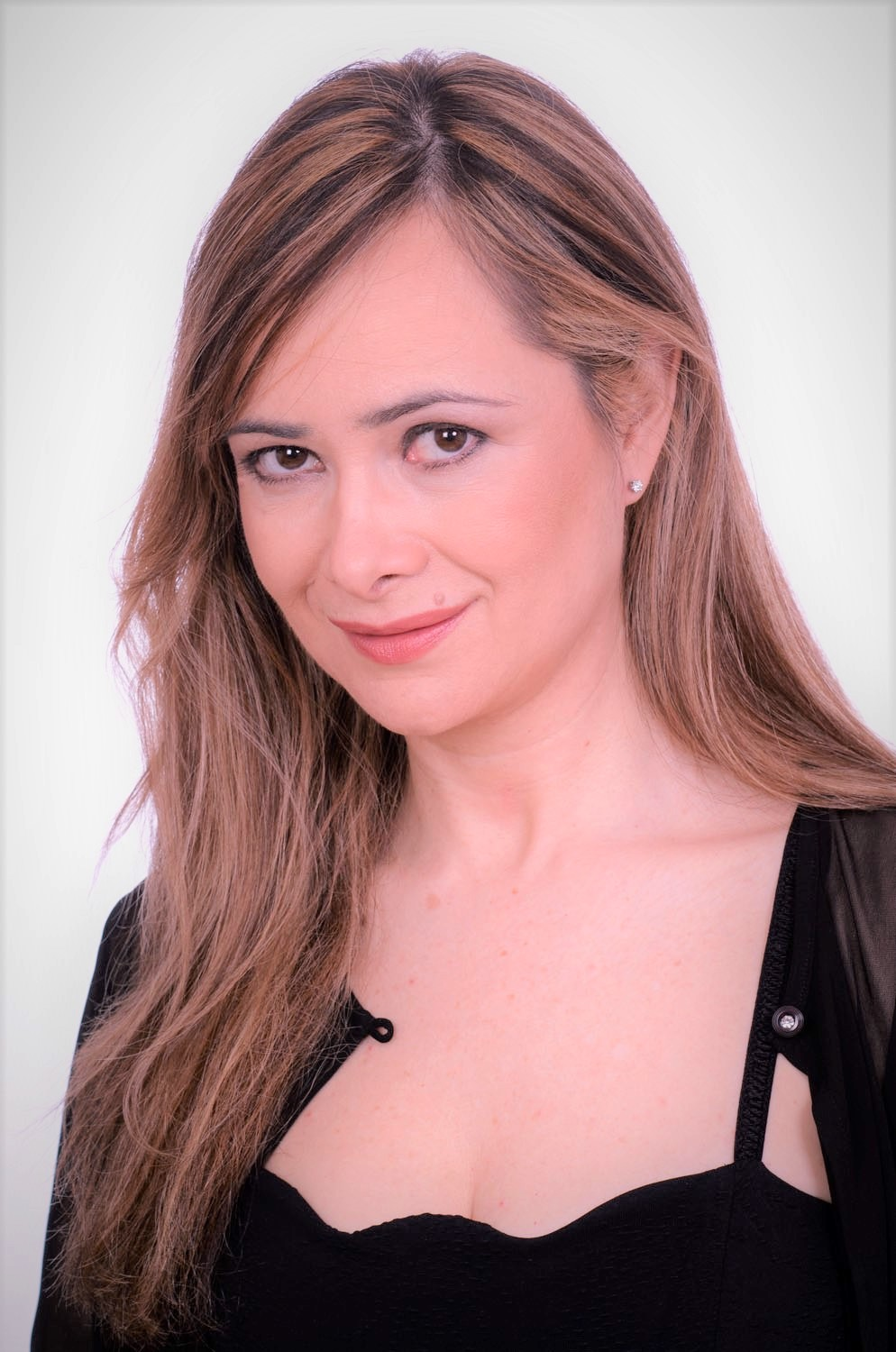
Portrait der Schauspielerin Elizabeth Arciniega in Zürich (2018)

Elizabeth Arciniega Haag (* in Mexiko-Stadt) ist eine mexikanische Schauspielerin und Wahlschweizerin.

## Leben
Elizabeth Arciniega studierte an der Nationalen Autonomen Universität von Mexiko (UNAM) dramatische Literatur und Theater. Danach absolvierte sie einige Zusatzausbildungen um ihr schauspielerisches Können zu perfektionieren, eine davon bei Adriana Barraza, eine andere bei Ludwik Margules.
Ihre ersten Hauptrollen spielte sie auf der Theaterbühne in den klassischen Stücken Poesía en voz muda von  Luis Mario Moncada. wo sie den Preis beste Schauspielerin am V. Nationalen Jugend-Theater-Wettbewerb gewann, welcher durch das Nationale Institut Bellas Artes (INBA), der Mexikanischen Stadtverwaltung (DDF), SOCICULTUR und dem Zentrum für Jugendberatung vergeben und von José Solé überreicht wurde. Für die Rolle von Laura Winfield in der Die Glasmenagerie wurde als Beste weibliche Nachwuchsschauspielerin von der Mexikanischen Gesellschaft für Theaterkritik (AMCT) ausgezeichnet.
Danach folgten zahlreiche Rollen in Theater, Telenovelas und Filmen. Insgesamt hat sie in über 50 Produktionen mitgewirkt, wobei sie am meisten Hauptrollen im Theater erhielt.
Höhepunkte waren die Telenovelas María Belén und Mujeres engañadas, die nach ihren Erstausstrahlungen in Mexiko in den Jahren 2001/00 weltweit exportiert wurden. Elizabeth Arciniega spielte darin die Anwältin Licenciada Rocha, die das Kind Maria Belén verteidigte.
Ein weiterer Höhepunkt im Jahr 2008 war im James-Bond-Film Ein Quantum Trost, wo sie die Freundin von Mr. White – dem Bösewicht und Widersacher Bonds – spielte.
Im Jahr 2004 heiratete sie einen Schweizer und  übersiedelte nach Zürich, wo sie die Theatergruppe LaVox Theater gründete, Regie führt und auch selber schauspielt. LaVox Theater möchte den Zuschauern das spanisch gesprochene Theater und die lateinamerikanische Kultur im deutschsprachigen Raum näher bringen. LaVox Theater hatte Vorstellungen in mehreren Schweizer Städten und wurde von zwei Mexikanischen Botschaftern in der Schweiz für die Vorstellungen  Rosa de dos aromas, Biografía de Mujer und Sueño de Monjageehrt.

## Theater
- 1990: Das große Welttheater
- 1990: Schlafzimmergäste
- 1991–92: Cuando la radio conmovió a México
- 1994: El otro exilio: Homenaje Albert Camus
- 1994–95: Jardín de pulpos
- 1997: Bajo las sábanas
- 2005: Ultramar
- 2008–10: Rosa de dos aromas
- 2012–15: Biografía de Mujer
- 2016–18: Sueño de Monja

## Filmografie

### Telenovela
- 1999: Mujeres engañadas
- 2000: Mujer casos de la vida real
- 2001: Maria Belén
- 2005: Linea di confine

### Filme
- 2002: La hija del canibal / Lucía Lucía
- 2005: Grounding – Die letzten Tage der Swissair
- 2008: James Bond 007: Ein Quantum Trost

### Regie
- 2008–10: Rosa de dos Aromas
- 2012–15: Biografía de Mujer
- 2016–18: Sueño de Monja